# Dialetto cadorino
(Carlo Battisti, Prefazione al vocabolario ampezzano di A. Majoni del 1929 (p. XXXI))
Il cadorino è un insieme di dialetti locali che costituiscono una varietà della lingua ladina (appartenente al gruppo romanzo della famiglia delle lingue indoeuropee).  È parlato nella regione geografica del Cadore, nella zona delle Dolomiti, oggi in provincia di Belluno.
La regione cadorina, delineata nei suoi confini storici, costituisce una unità anche sotto il profilo linguistico.  Ciononostante lo statuto del cadorino come varietà del ladino è stato ed è tuttora oggetto di dibattito e a volte anche di tensioni di natura più politica che linguistica.
Secondo il linguista Giovan Battista Pellegrini, il Cadore (tutta l'area dell'alta provincia di Belluno) costituisce un'importante area linguistica, in quanto potrebbe contenere la chiave per comprendere la stratificazione geolinguistica non soltanto delle province di Belluno, di Trento e di Bolzano, ma di tutta l'Italia settentrionale.

## Varianti
La classificazione di Giovan Battista Pellegrini distingue il ladino centrale nelle varianti atesina e cadorina (ma riconosce anche le anfizone ladino-veneta, ladino-fiammazza e ladino-anaunica).
A sua volta il cadorino è suddiviso in:
- ampezzano,
- oltrechiusano (parlato in Oltrechiusa e a Cibiana),
- centrale,
- comeliano.[4]

Il cadorino centrale si distingue nelle varianti parlate in val d'Ansiei e in Oltrepiave, varianti più conservative rispetto a quelle presenti nel tratto della valle del Piave che va da Valle-Pieve fino a Lozzo, dove l'influenza del veneto, per motivi geografici, storico-politici ed economici, è sempre stata molto forte, e dove comunque prevale l'uso dell'italiano. Tra le diverse varianti, sicuramente il comeliano è la più conservativa e presenta tutti i tratti fonetici caratteristici del ladino.
Le parlate di Selva e Zoppè sono invece classificate dal Pellegrini come "ladino-venete".

## Caratteristiche linguistiche
I dialetti cadorini sono dialetti ladini, in quanto conservano a pieno i parametri fissati da Graziadio Isaia Ascoli per la definizione della lingua ladina.  Sebbene i centri abitati più vicini al capoluogo, Pieve di Cadore, abbiano perduto, forse da non molto tempo, alcune caratteristiche arcaiche, ancora ben conservate marginalmente, sono ancora moltissimi i tratti fonetici, morfologici e lessicali che conferiscono alle parlate cadorine una posizione di autonomia sì dal ladino altoatesino, ma anche dal dialetto bellunese, sia pure arcaico.
È dunque inesatto (come suggerisce Giovan Battista Pellegrini) separare nettamente i dialetti del centro Cadore e d'Oltrepiave e spesso anche d'Oltrechiusa, rispetto all'ampezzano ed alle varietà dialettali del Comelico. È tuttavia ovvio che sia l'ampezzano che i dialetti comeliani e oltrepiavesi conservino più abbondantemente i caratteri più arcaici (quindi "più ladini").

### Morfofonologia
Le caratteristiche del cadorino sono principalmente le seguenti:
- La palatalizzazione di ca, ga  con esito cia, gia.
- Il mantenimento della -s finale di antica uscita nelle forme verbali della seconda persona singolare e nei plurali sigmatici (fenomeno pancadorino e non soltanto comeliano o ampezzano[6][7]).
- La velarizzazione di /l/ (> /u/) anteconsonantica[8].
- La dittongazione di «è» neolatino in posizione[9].
- La desinenza in «òu», dei participi passati dei verbi della prima coniugazione.
- La distinzione fra nominativo ed accusativo nella forma dei pronomi soggetto di prima e seconda persona singolare (ió e tū al nominativo in contrapposizione al veneto mi e ti[10], sia nominativo che accusativo)[11].

Questi fenomeni sono caratterizzanti dei dialetti ladini.

### Lessico
- Oltrepiave: nel lessico d'Oltrepiave sono presenti quasi tutte le voci comuni dell'area dolomitica[13], quali: àga, àlgo/àrgo [pron.], alòlo [avv.], andèi, areà, asèi [avv.], audòla, bar, barànc/baràncio, barìza, biéstra, bigòza, bìnba, bóa, bóra, bràma, bréa, brénte, bròsa, brùssa, carpèta, cialvéa, cianà, ciamorza, cianèpa, ciàpo, ciàspe, cóa, codèi, comedón, conàio, conàstro, crépo, cròda, cuóde, dareciòu [avv.], daspò [avv.], dàssa, davòi [avv.], debàndo, degorènte, delegà, drèi, èra, féda, festìn, fónda, giandàza, gràmola, inbrizón, lióda, màntia, masièra, menèstro (sorbo), mónde, mosìgol, mùia, nàuza, nìda, nòme [avv.], pàla, pàusa, pisàndol, pónta (polmonite), rémedo, rìs-cia, rìśena, rodèla, rodolà, ròs-cio, ruói, ruóiba, salòta, sàndola, sghiràta, sorìza, spiénda, stèla, stùa, tabià, tantèl, tarnazón, tasón, tomà [vb.], tondì, truói, ùro, vàn, vâra, vèlma ecc.

## Influenze
(Antonio Ronzon, Almanacco Cadorino 1873-1874)

### Influenza celtica e venetica
Il quadro sociolinguistico della regione cadorina, in età preromana, si definisce sulla base delle fonti epigrafiche fin qui pervenuteci che è di tipo esclusivamente venetico. Tuttavia l'alta incidenza complessiva dei celtismi, riscontrabili ad esempio nelle iscrizioni di Lagole, dimostrano che almeno la metà dei nomi sono riconducibili appunto all'onomastica celtica. Questa fenomenologia dimostra, con certezza, la loro presenza stabile in centro Cadore. La statistica delle basi documentali tende invece a dimostrare una composizione etnica mista, nella quale appunto l'elemento celtico non era certamente minoritario rispetto a quello paleoveneto.

### Influenza friulano-carnica
Anticamente i cadorini, appendice dei carnici friulani, si spinsero ad ovest colonizzando tutta l'area dell'alto bacino del Piave compreso Ampezzo (nato come centenaro cadorino, passato all'Austria a partire dai primi del Cinquecento). Dal punto di vista linguistico i cadorini conservarono varie particolarità della loro favella friulana (di substrato gallo-carnico) e i loro dialetti, con originari tratti friulani in parte ancora vivi, probabilmente divergevano soltanto lievemente per alcune preferenze lessicali, e non tanto nella fonetica e nella morfologia.

### Influenza veneta
Tutto il Cadore ha risentito dell'influenza delle confinanti parlate venete (restando più chiuso nel Comelico che confina con la germanofona Val di Sesto e che include l'enclave linguistica di Sappada).
Tuttavia, definire i dialetti cadorini "veneti" e non "ladini", per l'aspetto linguistico, pare un'affermazione inesatta e inopportuna. Infatti, come attesta Giovan Battista Pellegrini, se i dialetti cadorini si differenziano alquanto dai dialetti sudtirolesi, conservano tuttavia a pieno i parametri fissati dall'Ascoli per la definizione di "ladino"; e va aggiunto che il lessico conferma ancor più tale affermazione poiché, anche in fase sincronica, esso è ancora ben conservato e rivela le caratteristiche dell'area cisalpina arcaica, spesso in opposizione al veneto. Le caratteristiche non ladine, in genere proprio di influsso veneto, vanno considerate come fatti di ristrutturazione seriore, che non cancellano la struttura preesistente. D'altronde, che siano da considerare cadorini anche gli ampezzani, in quanto hanno avuto minori contatti con i Ladini del Sella (sudtirolesi), è cosa certa: il Cadore con Ampezzo (fino al 1511) e il Comelico ebbe una sola storia civile, religiosa ed anche linguistica.
Non è chiaro se la progressiva "venetizzazione" dei dialetti cadorini sia da imputare a vere e proprie migrazioni e rimescolamenti di popolazione con gli abitanti della Pedemontana e della pianura veneta.  Gli studiosi oggi tendono a ritenere che l'avanzamento del veneto a scapito del ladino non sia dovuto tanto a migrazioni fisiche, quanto all'assimilazione culturale dei Ladini rispetto alla parlata veneta. In sostanza sarebbero state soltanto le isoglosse a spostarsi nel tempo, con spinte culturali ed in genere col prestigio (dovuto a fattori vari), e non le popolazioni in quanto tali, sebbene migrazioni di qualche entità siano comunque storicamente documentate.  Mentre i ladini sudtirolesi hanno subito profondamente l'influenza della lingua e della cultura tedesca, quelli del Cadore, per ragioni storico-politiche e geografiche, hanno subito l'influsso veneto, prendendo a prestito dai dialetti tirolesi soltanto un numero limitato di parole.
Fra gli adeguamenti dovuti al prestigio del modello veneziano da imitare, il Pellegrini annovera la restituzione del vocalismo atono finale (caratteristica che contrasta con quasi tutti i dialetti dell'Italia settentrionale) e l'introduzione dei dittonghi ascendenti. Non esclude inoltre che di tale mutamento abbiano risentito anche alcune categorie di plurali sigmatici, che al tempo dovevano costituire una contraddizione notevole rispetto al veneto.

## Riconoscimento provinciale

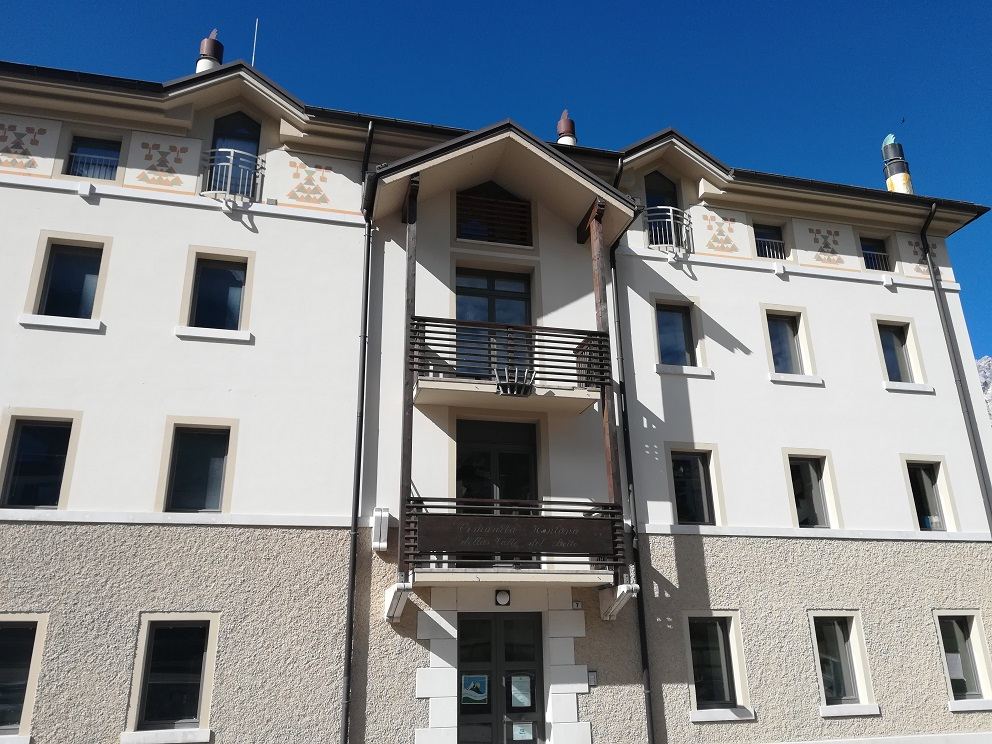
L'Istituto Ladin de la Dolomites

In Provincia di Belluno, grazie alla normativa sulle minoranze linguistiche storiche (legge 482/1999), sono stati riconosciuti ladini i comuni del Centro Cadore, insieme a quelli del Comelico, della Val Boite, dell'Agordino, dell'alta val Cordevole e della Val di Zoldo. 
Dal 15 dicembre 2003 al 30 novembre 2020 è stato attivo l'Istituto Ladin de la Dolomites (Istituto Culturale delle Comunità dei Ladini Storici delle Dolomiti Bellunesi), con sede a Borca. Diverse sono le associazioni culturali operanti nel territorio e aventi come finalità la promozione del ladino:
- L'Union Ladina d'Oltreciusa, con sede a San Vito di Cadore.
- L'Union Ladina dal Comelgo, con sede a Costalta di San Pietro di Cadore.
- La Stua, con sede a Casamazzagno.
- L'Union Ladina del Cadore de Medo, con sede a Pelos di Vigo di Cadore.
- Il Gruppo Musicale di Costalta.
- Il Gruppo Ricerche Culturali di Comelico Superiore, con sede a Dosoledo.
- I Légar, con sede a Casamazzagno.
- L'Union de i Ladign de Selva.
- L'Union de i Ladin de Zopè.

L'Istituto Ladin de la Dolomites curava la pubblicazione della rivista scientifica Ladin!, uscita per 12 anni, mentre l'Union Ladina d'Oltreciusa si occupa della pubblicazione del semestrale Par no desmentease.

### Ricerche CNR
- Vigolo M. T., Barbierato P. : Elaborazione di 400 lemmi del Glossario del cadorino antico attraverso i testi giuridici  a cura del CNR Anno: 2003
- Giovan Battista Pellegrini, Raccolta di saggi lessicali in area veneta e alpina, Centro Studio per la dialettologia italiana “Oronzo Parlàngeli”, CNR Anno 1993